# 內熱
內熱是源自天體內部，如行星、卫星、棕矮星和恆星，由引力坍缩、核聚变、潮汐加热、核心凝固（核心物质由液态凝固为固态时会释放热能）、放射性物質衰變等原因產生的熱。內熱與天體的質量有關，質量越大內熱就越多。內熱能使天體溫暖而活躍。

## 行星

### 類地行星
類地行星的內熱为地殼運動和火山活動提供能源。因為地球是類地行星中質量最大的，因此有最多的內熱。水星和火星沒有值得關注的內熱，因為它們的質量只有地球的5%至10%，並且是地質死亡的行星。

### 氣體巨星
氣體巨星有比類地行星更多的內熱。木星有最多的內熱，核心的溫度高達36,000 K。在太陽系外側的行星，內熱是天氣和風的主要能源，取代了陽光——類地行星天氣的能源。內熱從氣體巨星的內部提高了有效溫度，在木星的情況下，使有效溫度上升了40K。對軌道非常靠近恆星的大行星星，內熱使得行星更為蓬鬆或擴散。

## 棕矮星
棕矮星的內熱又比氣體巨星更多，但仍比恆星為少。棕矮星的內熱能足以使氘進行熱核反應成為氦。如同氣體巨星一樣，棕矮星的天氣與風的能源來自於內熱。

## 恆星
恆星內部的內熱足以支持氫成為氦的熱核反應，並且能繼續產生更重的元素。以太陽為例，核心的溫度是13,600,000 K，更藍、質量更大、更熱和更老的恆星，有著更多的內熱。當恆星的生命周期終結時，恆星的內熱會戲劇性的增加，經由核心的收縮，最終將變得足夠的熱，使得氦能夠燃燒成為碳或氧。

## 外部連結
- 地球熱的歷史（页面存档备份，存于）
- 系外行星的熱木星產生內熱的新觀念